# Alan Davies
Alan Davies, född 6 mars 1966 i Loughton, Essex, är en brittisk komiker, författare och skådespelare, mest känd för huvudrollen i tv-serien Jonathan Creek och som fast panelmedlem i tv-programmet QI.
Davies föddes i Loughton, Essex. 1988 tog han examen i skådespeleri vid Universitetet i Kent, där han också fick ett hedersdoktorat 2003. Han började som stå-upp-komiker och hade som sådan en framgångsrik karriär innan han började arbeta med radio och tv. För sin medverkan i Jonathan Creek vann Davies 2009 en BAFTA.

## Filmografi i urval
- 1997–2016 – Jonathan Creek (TV-serie)
- 2000 – En sagolik affär (TV-serie)
- 2001 – Bob och Rose (TV-serie)
- 2004–2005 – The Brief (TV-serie)
- 2008 – Bekännelser om killar, kyssar och katter
- 2010 – Whites (TV-serie)